# Mobilitat com a Servei (MaaS)
La Mobilitat com a Servei (internacionalment coneguda per les seves sigles en anglès, MaaS, Mobility as a Service) és un tipus de servei que, mitjançant un canal digital integrat, permet als usuaris planificar, reservar i pagar diversos tipus de serveis de mobilitat intermodal. En són exemples a Catalunya les targetes integrades de transport metropolità-rodalies que integren autobús, metro i ferrocarril, o les aplicacions per a dispositius mòbils de lloguer compartit de cotxe, motocicleta o bicicleta quan s'integren a xarxes de transport intermodal.
El concepte descriu un canvi important que va de concebre la mobilitat com el resultat de la propietat individual de modes de transport, cap a la mobilitat entesa com a servei. Això s'habilita mitjançant la combinació de serveis de transport de proveïdors de transport públics i privats mitjançant una passarel·la digital unificada que crea i gestiona el viatge, que els usuaris poden pagar des d'un sol compte. Els usuaris poden pagar per viatge o una quota mensual per una distància limitada. El concepte clau darrere de MaaS és oferir als viatgers solucions de mobilitat basades en les seves necessitats de viatge. Hi ha aplicacions especialitzades en mobilitat urbana com ara Transit, Uber i Lyft que també estan ampliant la seva oferta per incloure-hi serveis MaaS.
El concepte MaaS està contribuint a un tipus nou de mobilitat futura, conjuntament amb altres noves tecnologies de mobilitat com la dels vehicles autònoms, els vehicles compartits, o la progressiva electrificació de tots els modes de transport.

## Funcionament
Un viatge MaasS comença típicament en una aplicació planificadora de desplaçaments. Per exemple, aquesta pot mostrar que l'usuari pot anar des d'una destinació a una altra usant una combinació d'autobús i tren. L'usuari llavors pot triar el seu viatge preferit basat en costos, temps, i comoditat. Des d'aquell moment, qualsevol reserva que sigui necessària (per exemple, un taxi, o un seient en un tren de llarga distància) seria tractada com una sola reserva integrada.
S'espera que aquest servei permeti en un futur pròxim l'ús transfronterer, és a dir, que des de la mateixa aplicació l'usuari pugui planificar i reservar mobilitat sense haver-la de canviar per regió o país.

## Tendència cap als serveis MaaS
La creixent demanda de serveis de transport més personalitzats ha creat un espai de mercat i un impuls per als serveis MaaS, a remolc de l'èxit d’implantació d'infinitat de nous proveïdors innovadors de serveis de mobilitat, com ara empreses de cotxes compartits, programes de sistemes de bicicletes compartides, així com serveis emergents d'autobusos sota demanda. D'altra banda, la tendència ve reforçada per l'anticipació dels cotxes autònoms (que qüestiona el benefici econòmic de tenir un cotxe privat en comparació amb l'ús de serveis de cotxes a la carta, que s'espera que siguin molt més assequibles quan els cotxes puguin ser autònoms) malgrat que la seva pròxima implantació sigui encara un tema debatut.
Aquest canvi es fa possible gràcies a les millores en la integració de múltiples modes de transport en cadenes contínues de viatges, amb reserves i pagaments gestionats de manera col·lectiva per a totes les etapes del viatge. A Londres per exemple, els viatgers poden utilitzar una targeta bancària de pagament sense contacte (o una targeta específica de viatge anomenada Oyster card) per pagar el seu viatge. Entre els múltiples modes, viatges i pagaments, les dades es recullen i s'utilitzen per ajudar a fer més eficients els desplaçaments de les persones. A escala de governança, aquestes dades permeten la presa de decisions informades per fer millores en els sistemes de trànsit regional.

## Impactes potencials
La mobilitat com a servei pot provocar una disminució del nombre de cotxes de propietat privada. Si disminueix l'ocupació mitjana de vehicles durant el temps en viatge, augmentarà el total de vehicles-quilòmetres recorreguts.
Els serveis MaaS poden augmentar significativament l'eficiència i la utilització dels proveïdors de trànsit que contribueixen a la xarxa de trànsit global d'una regió. Les prediccions van ser validades per la prova Ubigo a Göteborg durant la qual es van donar de baixa molts cotxes privats durant la durada de la prova i la utilització dels serveis de trànsit existents va augmentar l'eficiència de la xarxa global. En definitiva, una xarxa més eficient juntament amb noves tecnologies com ara els vehicles autònoms podria reduir significativament el cost del transport públic.
Els MaaS podrien millorar els hàbits d'usuari, l'eficiència de la xarxa de trànsit, reduir els costos per a l'usuari, millorar la utilització de cada proveïdor de la cadena MaaS, reduir la congestió de la ciutat a mesura que més usuaris adopten MaaS com a font principal de trànsit, i com a conseqüència directa reduir les emissions totals a mesura que més usuaris depenen del component de transport públic o compartit.
Els serveis MaaS tenen també molts avantatges per al món empresarial. Entendre el cost total de la mobilitat empresarial podria ajudar els qui prenen decisions sobre viatges al món corporatiu a estalviar molts diners. Mitjançant l'anàlisi de les dades i els costos atribuïts a la "mobilitat empresarial" (per exemple, costos de lloguer de vehicles, costos de combustible, despeses d'aparcament, despeses d'administració de bitllets de tren i fins i tot el temps necessari per reservar un viatge), les empreses poden prendre decisions informades sobre la política de viatges, la gestió de la flota i les despeses. Algunes companyies de MaaS suggereixen que en la planificació d'un viatge senzill, es poden necessitar fins a 9 passos abans de reservar-lo, cosa que s'evita amb un servei MaaS.
Tanmateix, també es preveuen alguns reptes importants per a la sostenibilitat i la governança derivats de la generalització dels serveis MaaS, que van des de l'augment del consum d'energia, la reducció dels efectes sobre la salut i fins a conflictes entre organitzacions.
Els serveis MaaS tenen també un potencial notable en la revolució dels sistemes de transport públic als països en desenvolupament. Atès que aquests països tendeixen a dependre molt dels modes de transport públic informals i no estructurats, el concepte de MaaS, segons alguns investigadors, podria ser la clau per oferir serveis de transport més eficients, equitatius i accessibles. En aquests contextos, però, pot ser que s'hagi de repensar MaaS i adaptar-lo als reptes únics del món en desenvolupament, per tal de crear els impactes desitjats.

## Sistemes de Pagament
El concepte s'entén primordialment com un ús a través d'aplicació mòbil, tot i que el concepte també es pot utilitzar per a qualsevol tipus de pagament (targeta de trànsit, bitllet, etc.).
El concepte es desglossa bàsicament en 2 models de pagament:
El model de subscripció mensual suposa que un nombre suficient d'usuaris consumeix serveis de transport públic mensualment per oferir un servei de transport agrupat. Els usuaris paguen una quota mensual i reben serveis de transport combinats, com ara viatges il·limitats en transport públic urbà, a més d'un nombre fix de quilòmetres en taxi. El model de subscripció mensual incorpora un "Operador MaaS" ben finançat i operatiu comercialment que comprarà serveis de transport a l'engròs i oferirà garanties als usuaris. A Hannover, Alemanya, l'operador MaaS pot comprar serveis de trànsit com a majorista i actuar com a intermediari mitjançant el producte, Hannovermobil. No és necessari que l'operador inclogui totes les formes de transport, sinó el suficient per poder oferir garanties raonables. Una subscripció mensual també proporcionarà prou finançament perquè l'operador MaaS adquireixi serveis de trànsit prou significatius com per poder utilitzar el poder del mercat per aconseguir preus competitius.
En particular, un operador MaaS pot millorar els problemes de baixa utilització. Per exemple, a Hèlsinki com a moltes altres ciutats, els taxistes passen el 75% del seu temps de treball esperant un client i el 50% dels quilòmetres recorreguts sense generar ingressos. Un operador MaaS pot resoldre aquest problema garantint un sou base als taxistes a partir d'acords de priorització de servei.
El model Pay-as-you-go (pagament per trajecte) funciona bé en entorns amb un gran nombre de viatgers "de servei esporàdic" (turistes, xarxes de trànsit en zones amb gran adopció de cotxes, etc). Cada tram del viatge reservat (cada viatge en tren, viatge en taxi, etc.) té un preu per separat i el defineix el proveïdor de serveis de transport. En aquest model, les aplicacions mòbils funcionen com a motors de cerca, buscant reunir tots els proveïdors de serveis de transport en una única aplicació, permetent als usuaris evitar haver d'interaccionar amb múltiples passarel·les per intentar coordinar el viatge òptim. Moltes ciutats tenen targetes que paguen el transport públic intermodal, incloses Barcelona i la seva àrea metropolitana, Viena i Stuttgart, però cap inclou encara taxis o autobusos a la carta en el servei.
Tots dos models tenen requisits similars, com ara necessitar planificadors de desplaçaments per construir cadenes de viatges òptimes, i relacions tècniques i comercials amb proveïdors de serveis de transport, que impliquen al seu torn aplicacions digitals integrades de reserva i pagament, e-ticketing, codis QR en autobusos urbans i metro, i d'altres acords comercials.

## Impacte dels vehicles autònoms
A mesura que s'accelera el desenvolupament del cotxe autònom, l'empresa Uber ha anunciat que té previst fer la transició de la seva aplicació a un servei totalment autònom amb l'objectiu de ser més barata que la propietat d'un cotxe. Molts fabricants d'automòbils i empreses tecnològiques han anunciat plans per desenvolupar vehicles autònoms, com ara Google/Alphabet, Tesla, Mobileye, General Motors, Waymo o Apple.
Els vehicles autònoms podrien permetre que el públic utilitzi les carreteres amb vehicles autonavegants de baix cost per quilòmetre fins a una destinació preferida a un cost significativament més baix que els preus actuals dels taxis i cotxes compartits. Els vehicles podrien tenir un gran impacte en la qualitat de vida a les zones urbanes i formar una part crítica del futur del transport, alhora que beneficien el viatger, el medi ambient i, fins i tot, altres sectors com el sanitari.
El 2014 es van modelitzar diferents escenaris sobre el desplegament de vehicles autònoms compartits a la ciutat de Lisboa per part de l'empresa PTV com a part de l'International Transport Forum's Corporate Partnership Board (Junta d'Associació Corporativa del Fòrum Internacional del Transport). Aquests models mostren que els impactes positius sobre les xarxes de transport i la mobilitat en llocs congestionats es faran majoritàriament amb l'augment del transport públic compartit a escala de minibús/autobús, a més del viatge compartit individual. Al seu torn, els taxis autònoms amb passatgers individuals experimentarien un gran augment debquilòmetres per vehicle.
El gener de 2016, el president dels Estats Units, Barack Obama, va aconseguir finançament a emprar durant els següents deu anys per donar suport al desenvolupament de vehicles autònoms.

## Cronologia històrica
L'any 1996, a la conferència ENTER es va introduir el concepte d'Assistent Intel·ligent d'Informació, que integrava diferents serveis de viatges i turisme.
El concepte va sorgir per primer cop a Suècia. Es va dur a terme una prova ben planificada i executada a Göteborg sota el model de subscripció mensual. El servei va ser ben rebut; no obstant això, es va suspendre per manca de suport a nivell governamental per a la venda de bitllets de transport públic per part de tercers.
El juny de 2012, Agrion, una empresa d'emmagatzematge d'energia, va patrocinar una trobada a San Francisco titulada "E-Mobility as a Service" en la que es va discutir el concepte de mobilitat com a servei com a resultat potencial de la confluència entre l'àmbit digital de la tecnologia dels telèfons intel·ligents i els vehicles autònoms elèctrics compartits (d'aquí el títol E-Mobility a les conferències).
La noció d'una xarxa de transport multimodal sense fissures connectada digitalment es va discutir com una idea que havia d'esdevenir tan omnipresent i transparent que la mobilitat es podria "fondre" en el teixit urbà de manera similar a altres xarxes o serveis essencials. Arribaria a ser vist tan comú com obrir l'aixeta per tenir aigua o l'interruptor per tenir llum.
La idea va guanyar una àmplia publicitat gràcies als esforços de Sampo Hietanen, CEO d'ITS Finlàndia (després fundador i CEO de MaaS Global), i Sonja Heikkila, aleshores estudiant de màster a la Universitat Aalto de Hèlsinki, i el suport del Ministeri de Transport i Comunicació de Finlàndia.
Els serveis MaaS es van convertir en un tema popular al World Congress on Intelligent Transport Systems (Congrés Mundial sobre Sistemes de Transport Intel·ligents) del 2015 a Bordeus i, posteriorment, es va formar l'Aliança de Mobilitat com a Servei. El 2017, l'Aliança MaaS va publicar el seu llibre blanc sobre la mobilitat com a servei i com crear les bases per a un ecosistema MaaS pròsper.
El projecte "Mobinet" finançat per la Unió Europea ha assentat algunes de les bases per a MaaS, per exemple, la gestió de la identitat paneuropea dels viatgers, els pagaments i els enllaços als planificadors de viatges.
El setembre de 2019, l'autoritat de transport públic de Berlín Berliner Verkehrsbetriebe (BVG) va continuar el desenvolupament de la mobilitat com a servei llançant el primer projecte mundial a gran escala urbana i de propietat municipal "Jelbi", juntament amb la startup de mobilitat lituana Trafi.